# Lépron-les-Vallées
Lépron-les-Vallées è un comune francese di 87 abitanti situato nel dipartimento delle Ardenne nella regione del Grand Est.

## Società

### Evoluzione demografica
Abitanti censiti